# Fredrik August Wahlgren
Fredrik August Wahlgren, född den 26 augusti 1819 i Lund, död där den 25 juli 1877, var en svensk anatom och zoolog.
Fredrik August Wahlgren var son till tenngjutaren Olof Wahlgren och Rebecka Scharffenberg. Han blev vid Lunds universitet medicine licentiat 1847 och kirurgie magister 1848. Han disputerade 1849 för medicine doktorsgraden med avhandlingen Bidrag till generationsorganernas anatomi och fysiologi hos människan och däggdjuren och företog därefter en utländsk studieresa, varunder han studerade företrädesvis i Utrecht för J.L.C. Schroeder van der Kolk och Franciscus Cornelis Donders. År 1850 erhöll han diplom som medicine doktor, och 1868 promoverades han till filosofie hedersdoktor. Efter att ha förestått anatomie adjunktstjänsten vid Karolinska institutet utnämndes han 1850 till dess ordinarie innehavare och fick 1852 samma befattning vid Lunds universitet. År 1857 befordrades han där till professor i zoologi och var åren 1864-65 även rektor för universitetet.
Medan det zoologiska studiet vid de svenska universiteten dittills så gott som uteslutande rört sig på det zoografiska planet, innebar den zoologiska professurens besättande med Wahlgren, att även detta ämnes morfologiska sida blev företrädd vid universitetet. Detta framgår också av Wahlgrens författarskap. Redan hans ovannämnda gradualdisputation var en mycket värdefull jämförande-anatomisk studie. Av hans övriga arbeten kan nämnas Kort framställning af vensystemets anatomi hos människan med fäst avseende även på de övriga däggdjuren (1851), Om byggnaden af ryggmärgen och ryggmärgsganglierna hos rockan (1853, av Vetenskapsakademien belönat med Flormanska priset) och Några bidrag till de vilda djurens patologi (1873). Av ett planerat omfattande arbete om de svenska nötkreaturens historia utkom postumt endast en mindre del.
Han var gift första gången 1856 med Clara Magdalena Lovén och andra gången 1875 med Maria Seldener. I första äktenskapet föddes Anders och Olof Wahlgren.

### Tryckta källor

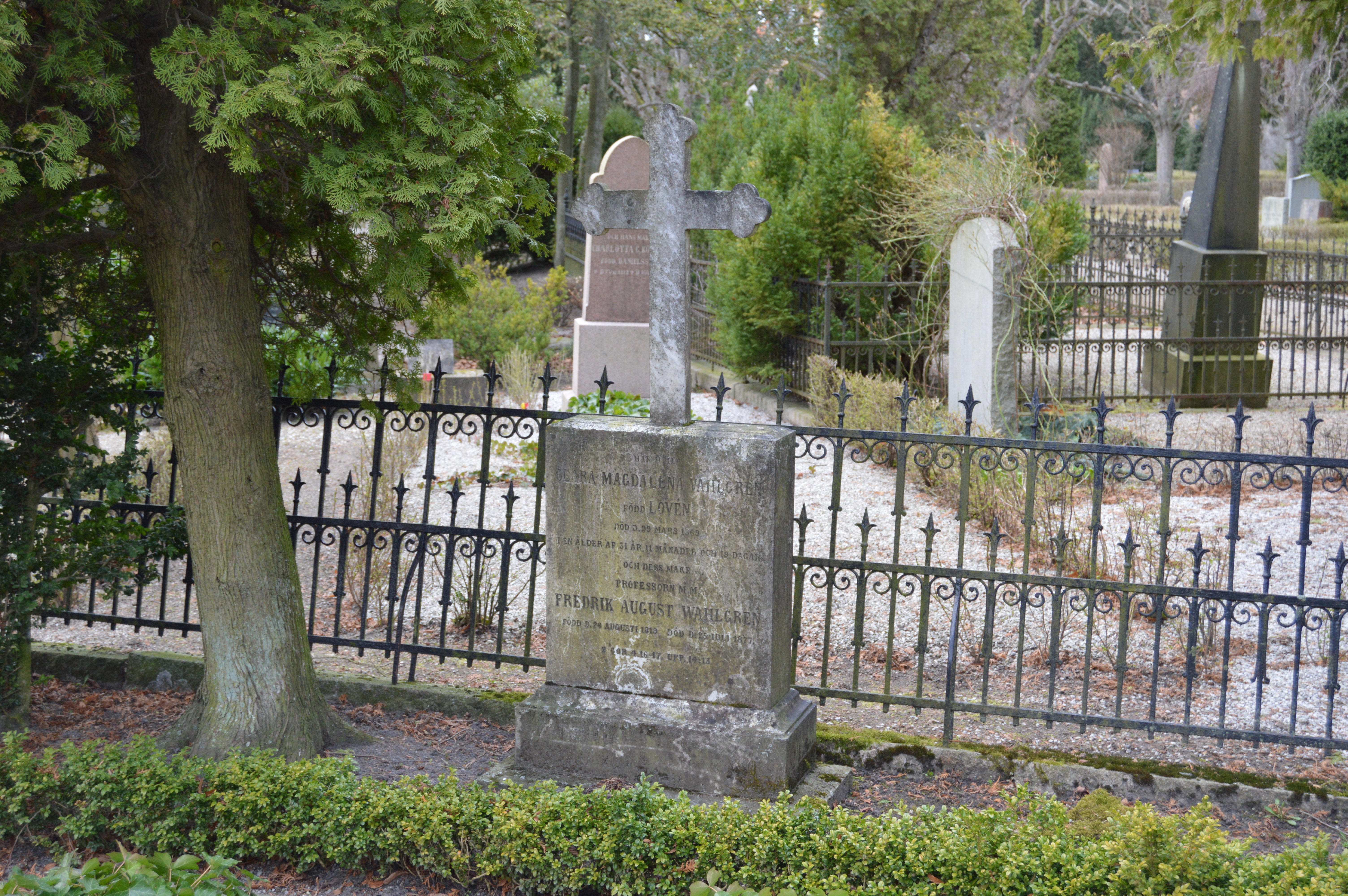
Fredik August Wahlgrens gravsten på Östra kyrkogården i Lund.